# Лераба
Лераба (фр. Léraba) — одна из 45 провинций Буркина-Фасо. Входит в состав области Каскады. Административный центр провинции — город Синду. Площадь провинции составляет 3129 км².

## Население
По данным на 2013 год численность населения провинции составляла 155 651 человек.
Динамика численности населения провинции по годам:
| 1996   | 1997   | 2005    | 2006    | 2013    |
| ------ | ------ | ------- | ------- | ------- |
| 92 927 | 93 351 | 117 225 | 124 422 | 155 651 |

## Административное деление
В административном отношении подразделяется на 8 департаментов:
- Дакоро
- Дуна
- Канкалаба
- Лумана
- Ньянкородугу
- Уэлени
- Синду
- Волонкоту